# Roy & Silo

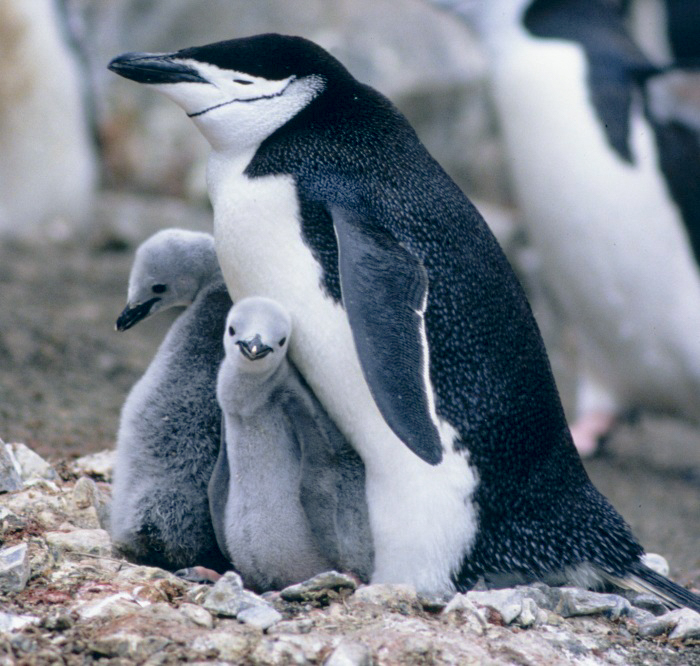
Um pinguim-de-barbicha na Natureza

Roy e Silo são dois pinguins-de-barbicha (Pygoscelis antarctica) do Aquário de Nova York, famosos pela sua alegada relação homossexual.
Em 1999, um dos tratadores descobriu os dois pinguins a tentar chocar uma rocha, em vez de um ovo. Para sua surpresa, verificou-se mais tarde que o casal era composto por dois machos. Os tratadores resolveram então fazer-lhes a vontade e entregaram-lhes um ovo abandonado por outro casal (a adopção de ovos e juvenis é um fenómeno comum nos pinguins que vivem na Natureza). Roy e Silo foram bem sucedidos e a cria, chamada Tango, cresceu saudável.
O caso foi amplamente divulgado e utilizado para promover a causa de igualdade de direitos da comunidade gay. Foi também editado um livro para crianças, And Tango Makes Three, que conta a história do casal desde o início até à constituição da família unida.
A história de Roy e Silo serviu de contraponto às interpretações conservadoras pró-família que foram feitas a propósito do documentário La Marche de l'Empereur (A Marcha dos Pinguins), que descreve o esforço dos pinguins-imperadores (Aptenodytes forsteri) para criar as crias no Inverno antártico.
Em 2005, Roy e Silo romperam a sua relação de anos quando Silo abandonou Roy pela fêmea Scrappy, recém-chegada ao aquário. Este novo desenvolvimento fez com que Silo passasse a ser visto como bissexual.